# Кельбаджар
Кельбаджар (азерб. Kəlbəcər), в минулому Карвачар (вірм. Քարվաճառ) — місто в Азербайджані, адміністративний центр Кельбаджарського району. З 1992 року по 2020 рік перебував у складі самопроголошеної Нагірно-Карабаської Республіки, з 15 листопада 2020, згідно з домовленістю про припинення вогню, Азербайджан встановив контроль над містом.

## Географія
Місто розташоване на річці Трту, на трасі місцевого значення Дрмбон — Карвачар — Джермаджур — Джермук.

### Клімат
Місто знаходиться у зоні, котра характеризується вологим континентальним кліматом з теплим літом. Найтепліший місяць — липень із середньою температурою 19.8 °C (67.6 °F). Найхолодніший місяць — січень, із середньою температурою -7.4 °С (18.7 °F).
| Клімат Кельбаджара      | Клімат Кельбаджара | Клімат Кельбаджара | Клімат Кельбаджара | Клімат Кельбаджара | Клімат Кельбаджара | Клімат Кельбаджара | Клімат Кельбаджара | Клімат Кельбаджара | Клімат Кельбаджара | Клімат Кельбаджара | Клімат Кельбаджара | Клімат Кельбаджара | Клімат Кельбаджара |
| Показник                | Січ.               | Лют.               | Бер.               | Квіт.              | Трав.              | Черв.              | Лип.               | Серп.              | Вер.               | Жовт.              | Лист.              | Груд.              | Рік                |
| Середня температура, °C | −7,4               | −6                 | −0,5               | 6,7                | 11                 | 15,5               | 19,8               | 19                 | 14,8               | 8                  | 2                  | −4                 | 6,6                |
| Норма опадів, мм        | 30.5               | 37.3               | 61.5               | 81.3               | 106.4              | 88.7               | 57.4               | 45.7               | 43.2               | 53.3               | 39.4               | 32.8               | 677.5              |
| Днів з опадами          | 7,9                | 8,6                | 11                 | 12,1               | 15,1               | 10,2               | 5,6                | 4,7                | 4,9                | 8,3                | 7,1                | 7,4                | 102,9              |
| Вологість повітря, %    | 69.5               | 71.2               | 66                 | 58.2               | 56.6               | 50.8               | 43.4               | 43.8               | 47                 | 58.3               | 62.7               | 69.7               | 58.1               |
| ----------------------- | ------------------ | ------------------ | ------------------ | ------------------ | ------------------ | ------------------ | ------------------ | ------------------ | ------------------ | ------------------ | ------------------ | ------------------ | ------------------ |
| Джерело: Weatherbase    |                    |                    |                    |                    |                    |                    |                    |                    |                    |                    |                    |                    |                    |

## Історія
У всій античності, з II ст. до н. е. до 90-х рр. IV століття н. е. вірмено-албанський кордон проходив по річці Кура а територія гавара Вайкунік провінції Арцах входило до складу Великої Вірменії (в V ст. н. е. — васальної Албанії). У ранньому середньовіччі — частина вірменського князівства Хачен, потім частина вірменського мелікства Джраберд. Вперше згадується в рукописі 1402 р. під назвою Каравачар (вірм. — «продавець каменя»).
Спадковими правителями області були князі Допяни.
Неподалік розташований вірменський монастир Дадіванк, зведений у 1214 році Арзухатуном Арцруні, дружиною Вахтанга Тагаворазна. У Дадіванку знаходяться могили князів вірмен Араншаїків-Вахтангянів та Допянів.
До моменту російського завоювання Закавказзя був населений в основному курдами. У 1920-х роках був частиною Курдистанського національного повіту («Червоний Курдистан»). У 1930 році організовано Кельбаджарський район, площею 1936 км ². До кінця існування СРСР населення району нараховувало 40,5 тис. осіб (1989). За даними переписів населення 1970 і 1979 років, понад 99 % населення району -- азербайджанці.
У квітні 1993 року район перейшов під контроль Армії Оборони Нагірного Карабаху. Мирним мешканцям було надано час для виходу з району. Колишнє населення міста було розміщено на території Азербайджану як біженці. Зі свого боку, у Карвачарі було поселено біженців з північної частини вірменонаселеного Шаумянівського району, яку влітку 1992 року було зайнято Національною армією Азербайджану.
У ході розкопок, проведених у Карвачарі (Кельбаджарі) археологічною експедицією під керівництвом доктора історичних наук Гамлета Погосяна, на території Хандабердського монастиря (12-13 ст.) було знайдено понад 180 хачкарів і рельєфів із зображенням хреста.
1 вересня 2011 р. відкрито нову будівлю школи.

## Уродженці
- Асланова Рабіят Нурулла кизи (* 1951) — азербайджанський політик, депутат Міллі Меджлісу.

## Галерея

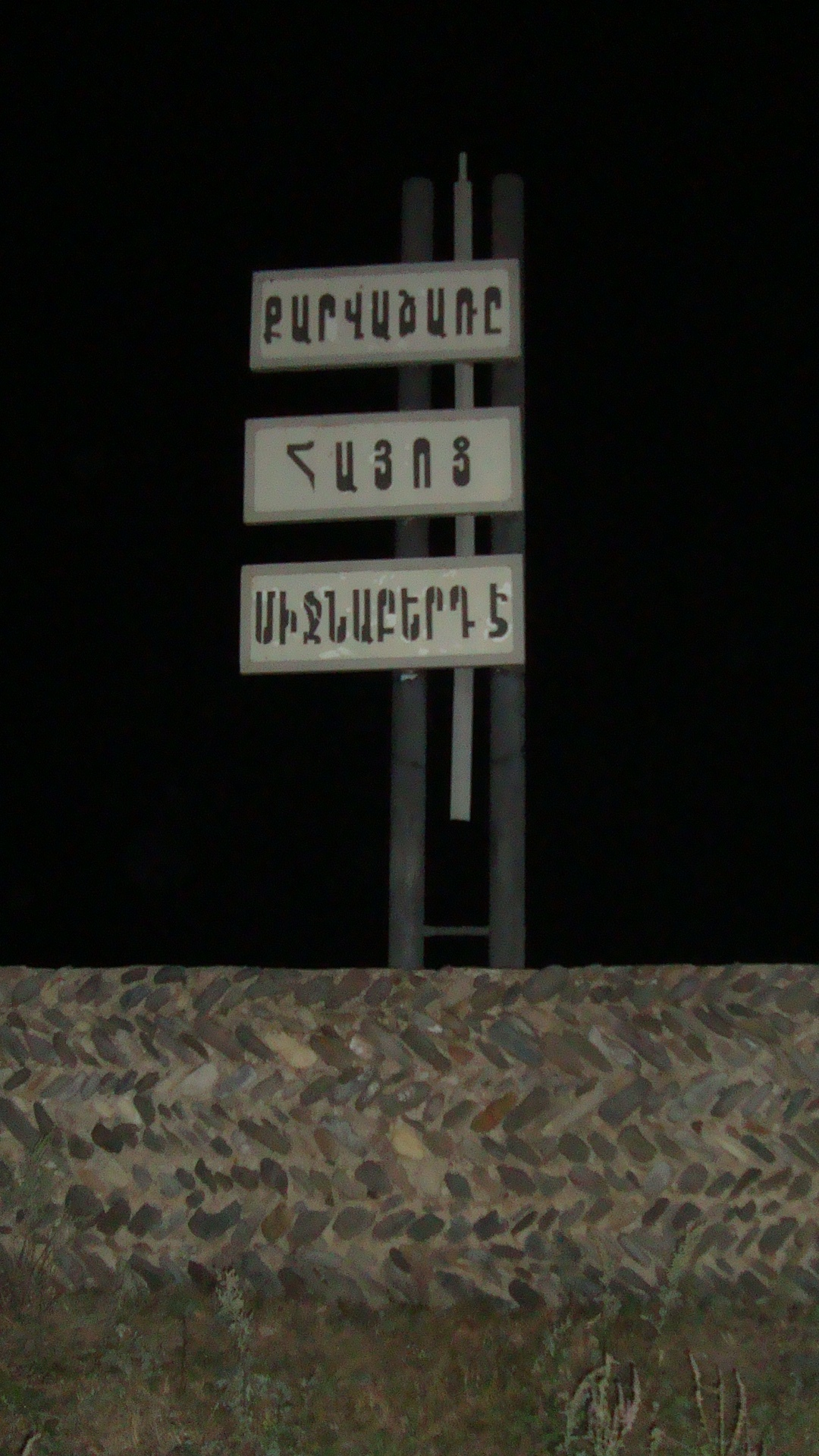
Табличка при в'їзді в місто на місці колишньої цитаделі. Вірменською мовою написано «Карвачар — цитадель вірменська».
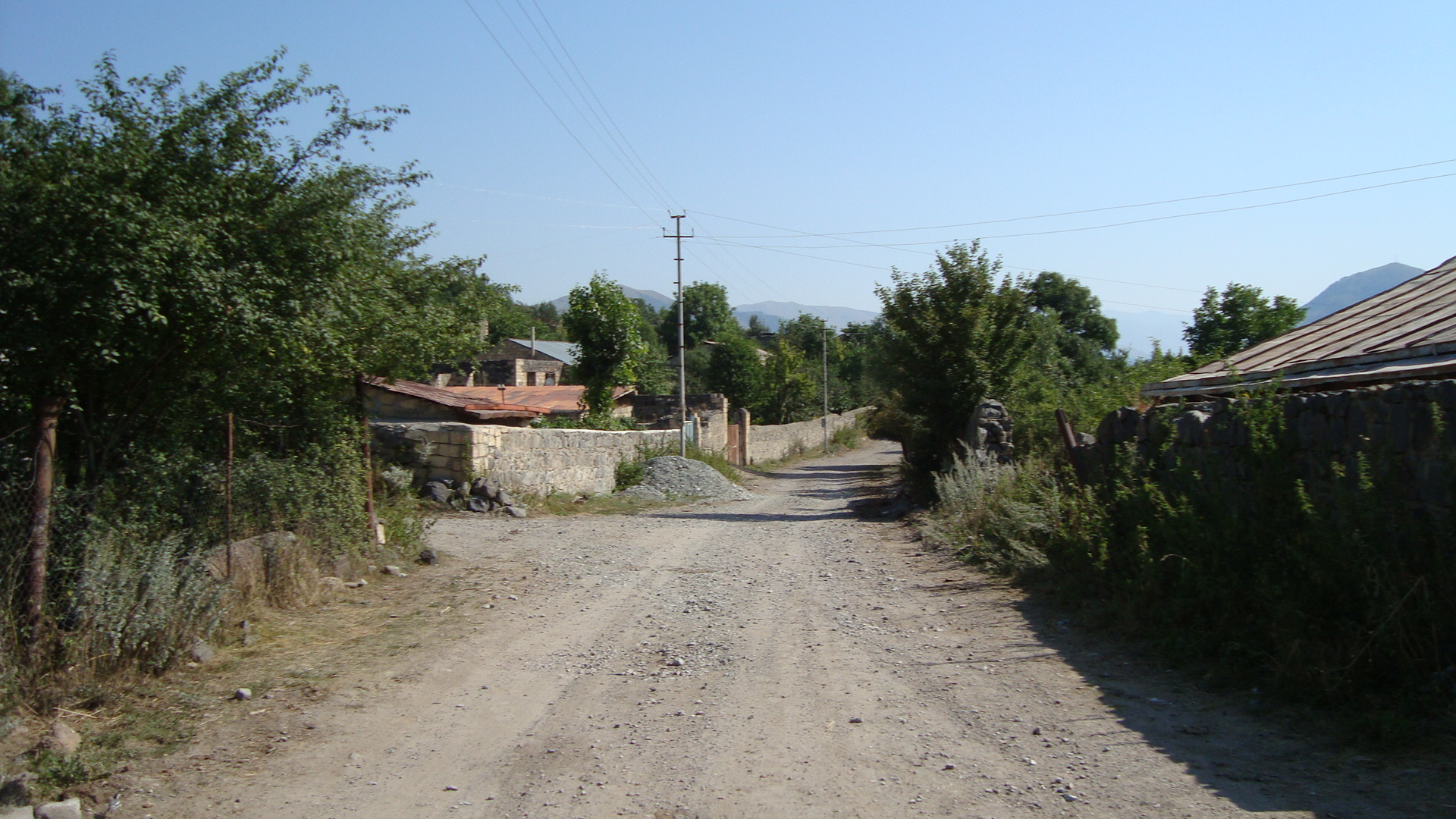
Другорядна міська вулочка.
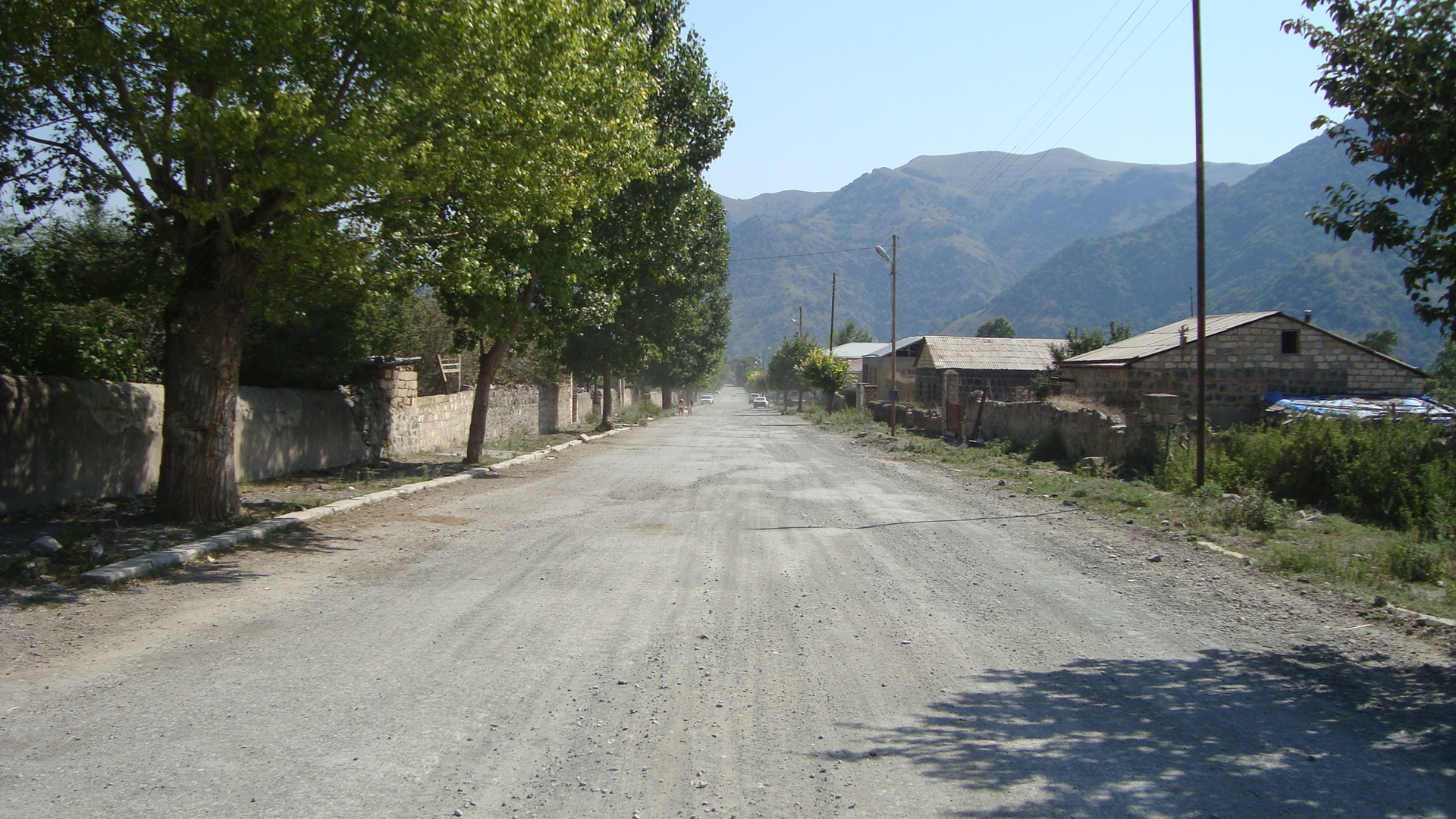
Центральна вулиця міста.
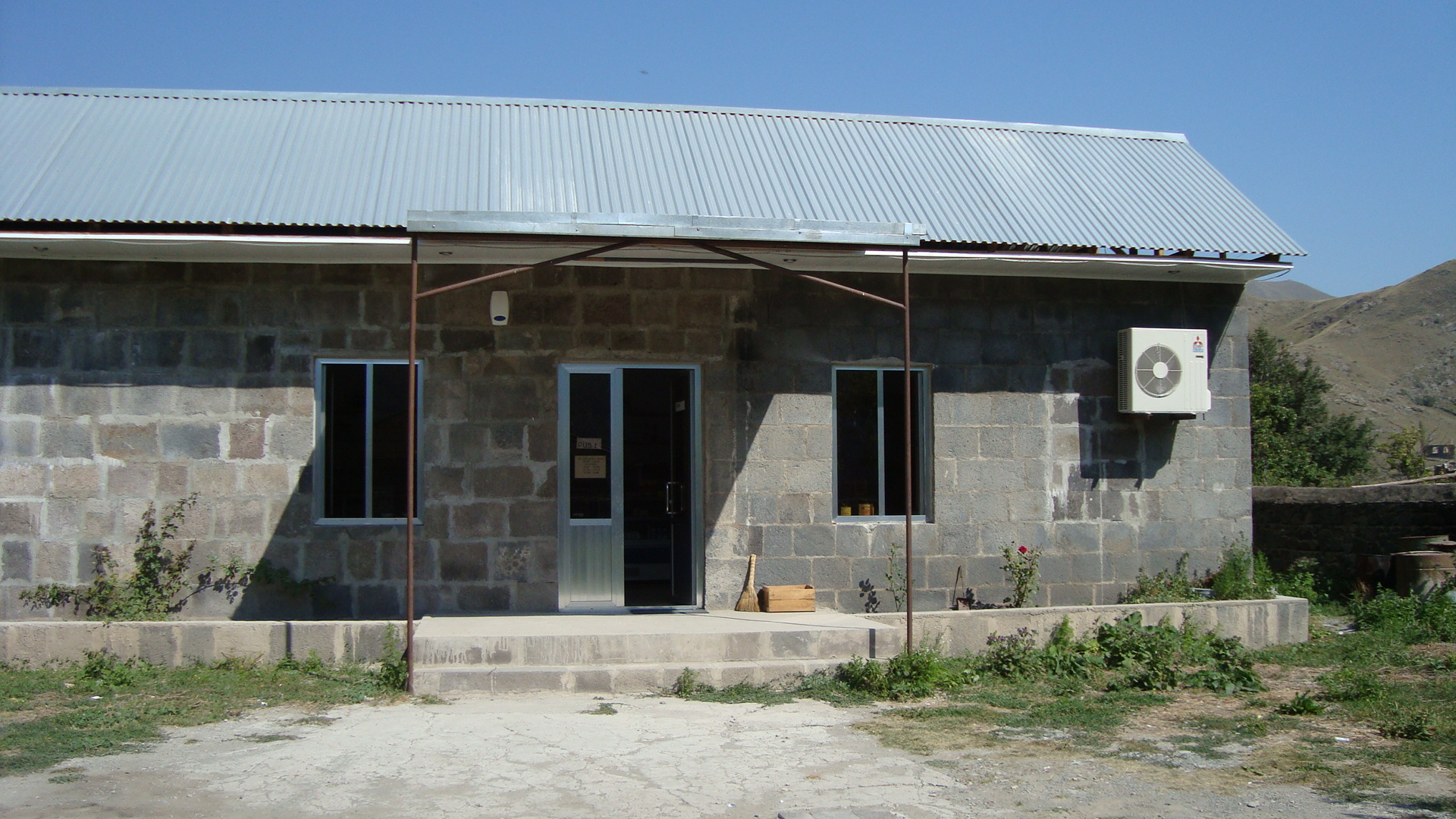
Один з чотирьох продуктових магазинів.
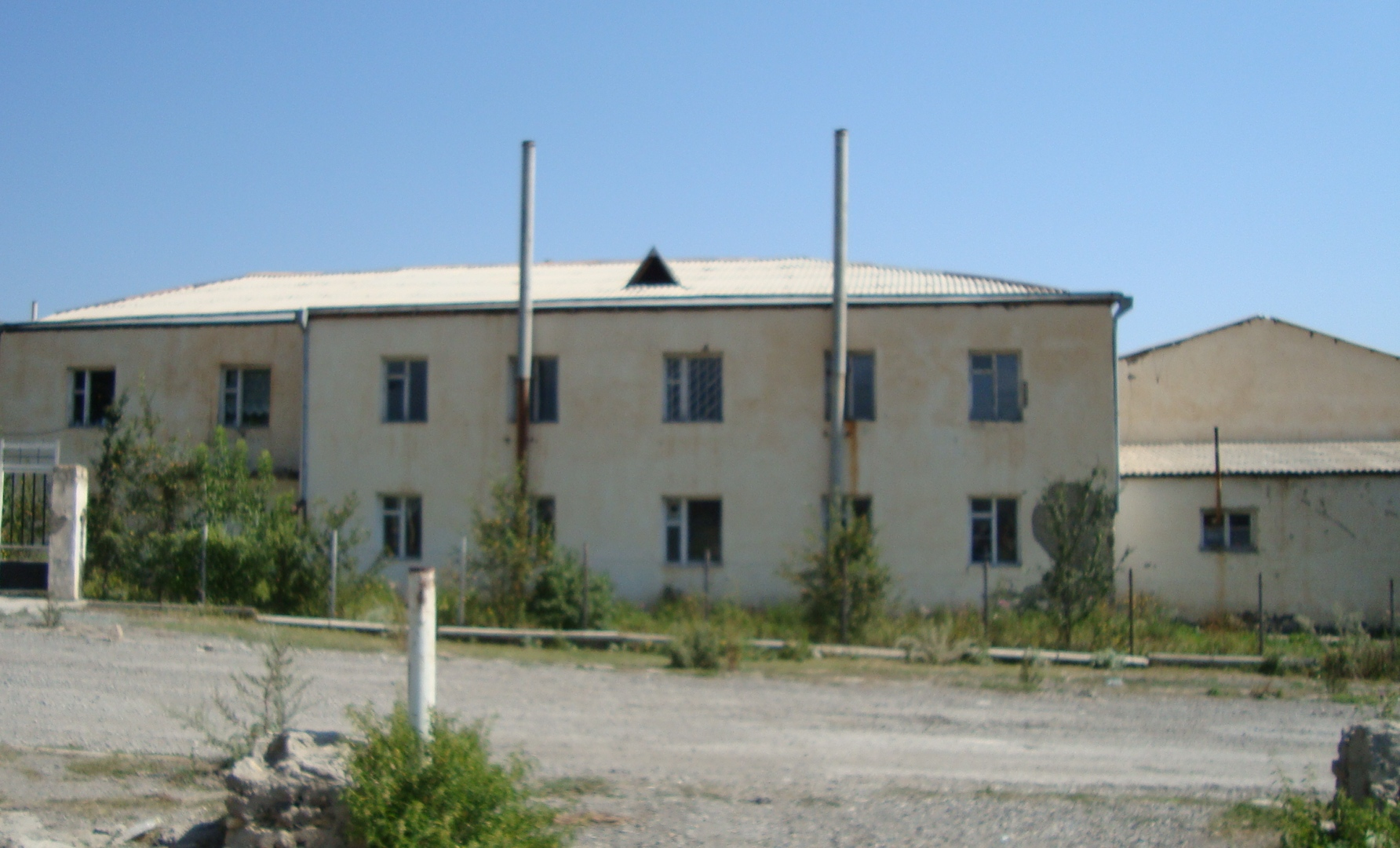
Будівля старої школи.
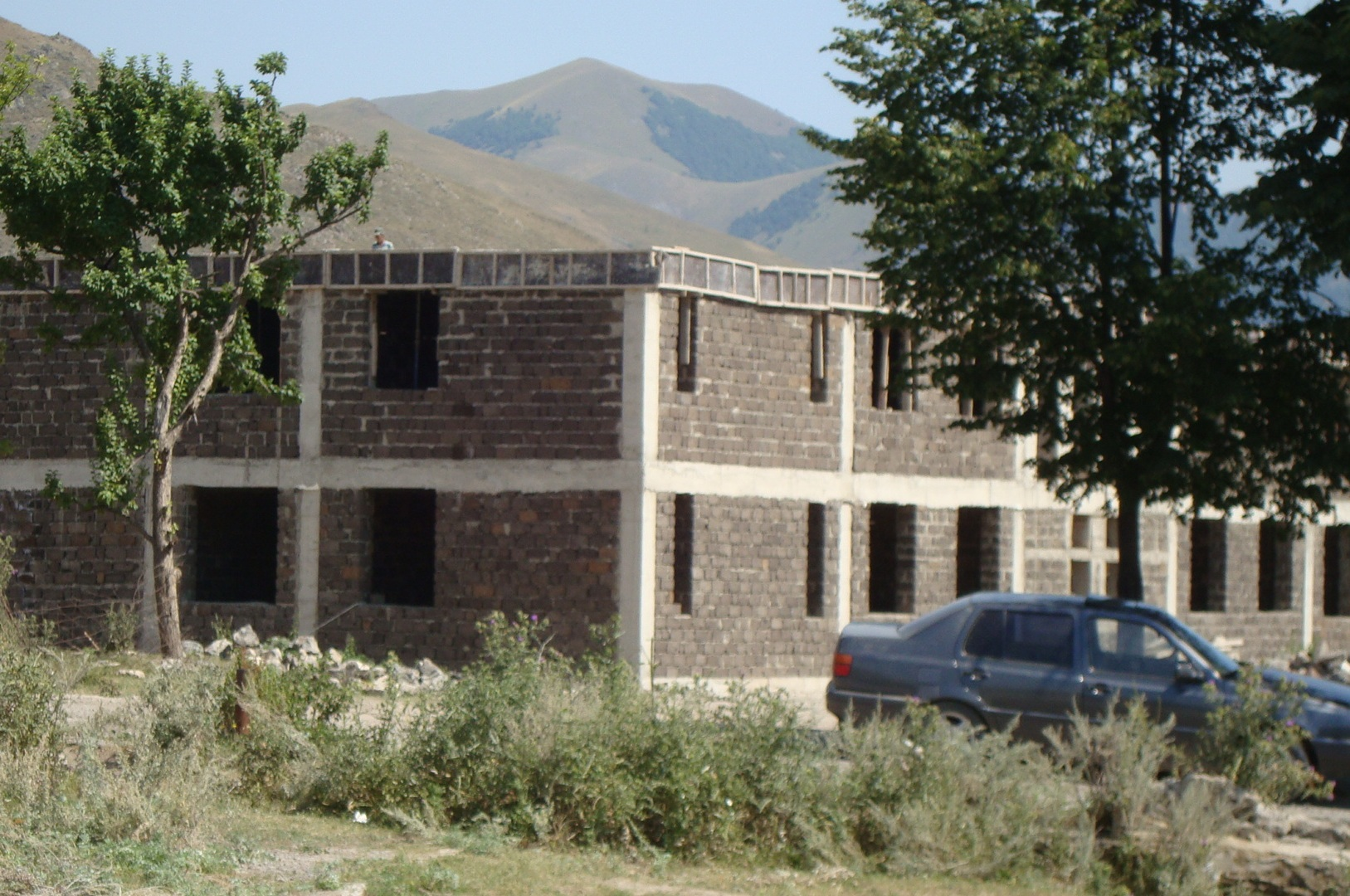
Будівля нової школи, що наразі будується.
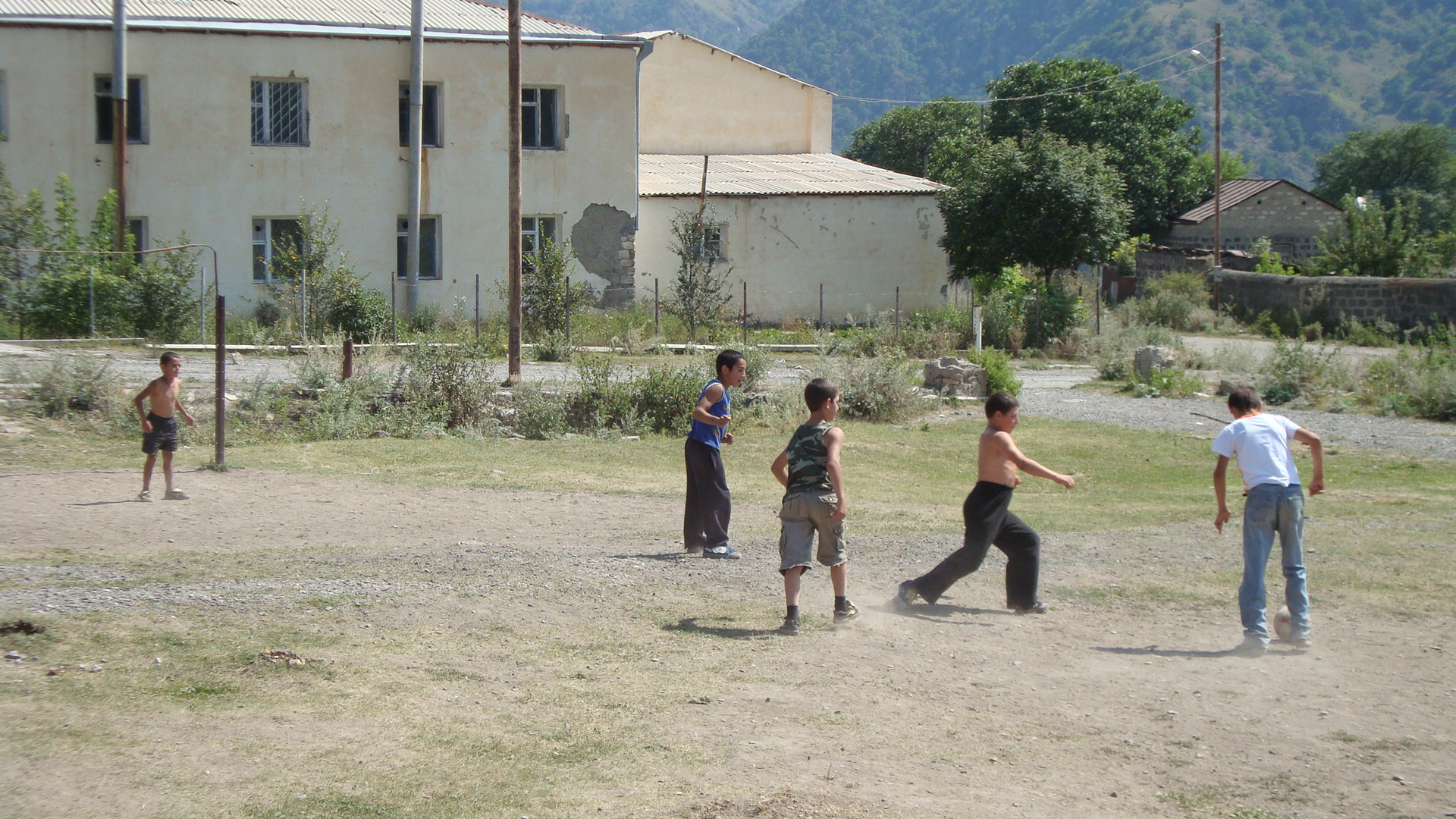
Карвачарські діти грають у футбол на шкільному футбольному майданчику.
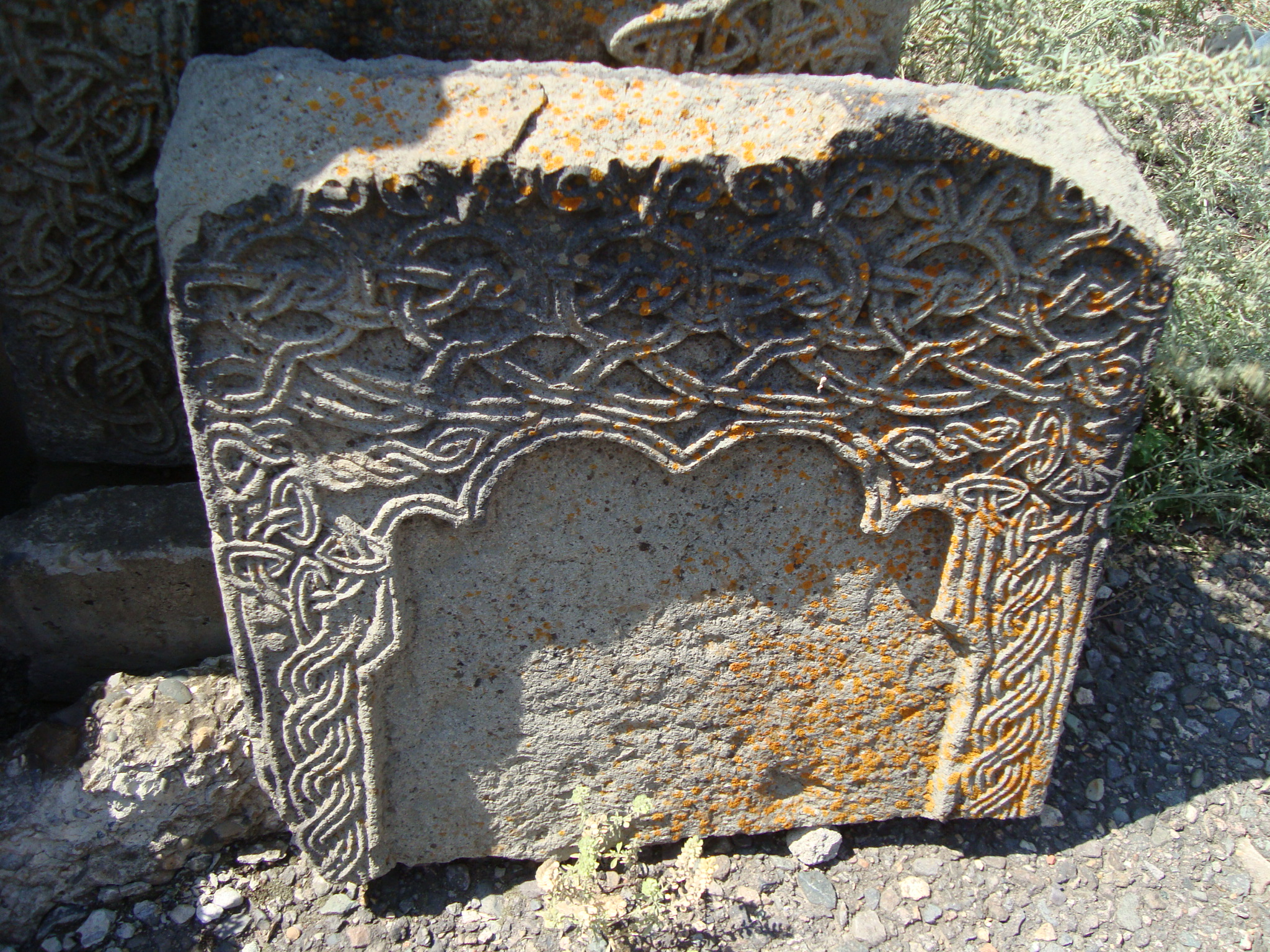
Один з хачкарів. Під час азербайджанської влади хачкар був зруйнований, а хрест був стертий, що можна помітити відсутністю хреста по середині хачкара.